# پارک ملی تسینگی د بماراها

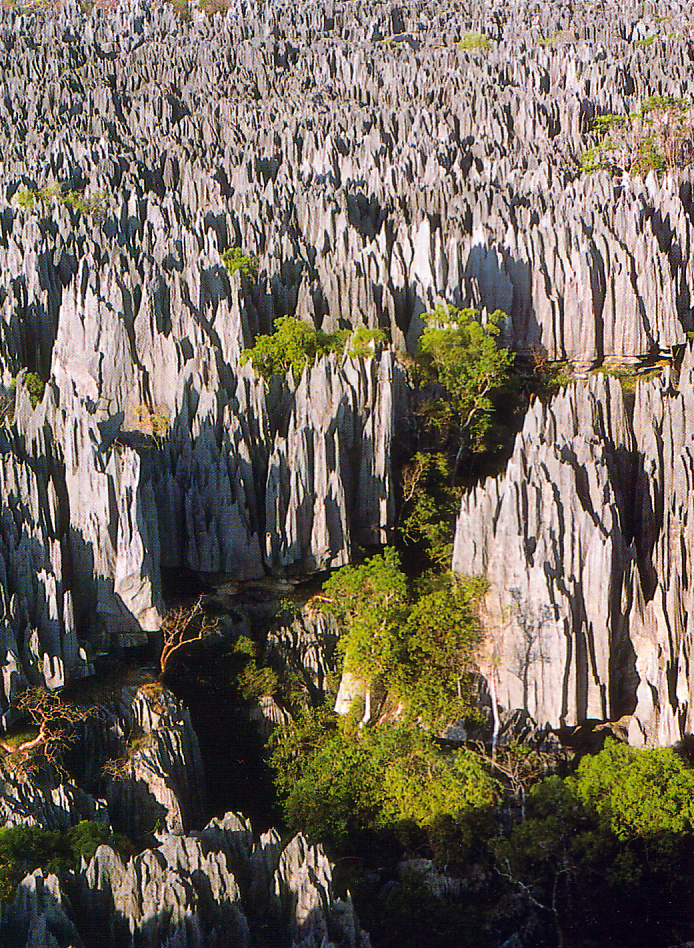
پارک ملی تسینگی د بماراها

پارک ملی تسینگی د بماراها (به انگلیسی: Tsingy de Bemaraha National Park) در شمال غربی ماداگاسکار است. این پارک ملی یکی از میراث جهانی یونسکو در یونسکو است.
از رودخانه manambolo عبور می‌کند.

## پس‌زمینه
مناطق تسینگی مناطقی هستند که آب‌های زیرزمینی مناطق مرتفع کوهستانی را تحت الشعاع قرار داده و باعث ایجاد غار و شکاف در سنگ آهک شده‌اند. واژه کارست بومی زبان مالاگاسی به عنوان توصیفی از کارستی ماداگاسکار است. این کلمه را می توان به انگلیسی ترجمه کرد چون جایی که آدم نمی‌تواند پابرهنه راه برود.